# Воскресенський собор (Ковель)
У центрі «старого міста» стоїть собор в ім'я світлого воскресіння Христового. У грамоті королеви Бони від 17 серпня 1549 року згадується, що на за клопотанням священика Благовіщенської церкви Олексія Трішниці І старости Ковельського Семашка останній призначається завідувати Воскресенською соборною церквою.
Сьогодні цікава не тільки стародавня звістка про собор, викликають інтерес відносини церкви та влади. Королева Бона відповідально ставилась до вірян, однакову увагу приділяла католикам, православним, лютеранам і протестантам — всі під одним Богом. Якщо литовські часи не вносили радикальних змін в питання віри, то польські королі прагнули верховенства католиків, і наприкінці XVI століття (1596 року) була прийнята Берестейська унія. Князі і шляхта не дуже цим переймались і поступово окатоличувались. Оборонці української культури Острозькі тихенько спустились в католицьку обитель.

Воскресенський собор (Ковель)

У Ковелі процес покатоличення гальмувався присутністю і діями московського втікача А. Курбського. Саме він стримував від покатоличення самого К. Острозького. У 1581 році він заповів соборній церкві 10 кіп грошей литовських. У цьому ж заповіті передбачались кошти для шпиталю — 15 кіп грошей, що був при церкві. Як згадується у Волинських відомостях за 1873 рік (т.22 стор. 779), ця церква згоріла наприкінці XVI 1-го століття, залишивши ЗО злитків міді із дзвонів. «Церква ця, як говорять місцеві перекази, побудована на тому місці, де нині розташований торговельний майдан» — писав М. Теодорович. Взамін цієї згорілої 1696 року, збудовано нову соборну Воскресенську церкву. 5000 злотих на будівництво церкви виділив Стефан Латинський — староста Ковельський. Поряд з нею спорудили дзвонарню, на стовпах з 4-ма дзвонами. Ще один великий дзвін в оренду надавав Володимир-Волинський собор. На дзвіницях встановили й годинник. Світська влада дбала про розвиток церкви. Так, у 1697 році суд виніс вирок дружині цехмайстра Габриеловій сплатити штраф у сумі 15 злотих на користь церкви.
На жаль, ця гарна церква довго не простояла — в 1718 році вона знову потрапляє у стихію вогню. Разом з церквою згоріла і дзвіниця. Прихожанам вдалось спасти іконостас та церковне майно, яке вони передали Введенській церкві. На місці, де була церква, поставили невелику каплицю, що перевезли з цвинтаря села Бульки. Парафіяни тривалий час користувались каплицею, оскільки через свою бідність побудувати нову церкву не могли. Врешті-решт за справу взялись єпископи греко-католицької церкви. Саме вони склали звернення до віруючих навколишніх сіл і містечок з проханням допомогти у відбудові Свято-Воскресенського собору. У 1774, 1776 і 1777 роках активісти від церковної громади їздили з цими зверненнями і збирали кошти. Нарешті в 1782 році була підписана угода з мешканцем села Мізове Дадинцем про відбудову церкви. План будівництва склав пресвітер цієї ж церкви. Це ще раз свідчить про рівень української культури, яка з давніх-давен передавала знання, традиції і вміння будувати. З однією банею, покрита ґонтами і оббита зовні дошками, ця дерев'яна церква стала оздобою Ковеля, але як соборна була замала. Тому, у 1842 році було вирішено розширити церкву. При обстеженні комісія встановила, що дерево у стінах місцями погнило, тому з дозволу та за підтримки високого начальства церкву відновили на кам'яному фундаменті і з нового дерева. Немов лиха доля раз за разом посилала випробування святому храму. У серпні 1848 року ця церква знову згоріла. Протоієрей соборної церкви Олександр Радкевич виявив велику активність у відновленні храму.
Церква мала землю для огородництва та сінокосу. Як і раніше, при церкві діяв шпиталь і церковна школа. Протоієрей жив у церковному будинку, що був куплений за гроші, які заповів ковельській церкві Мілютин. Священик і паламар мешкали в найнятих квартирах. При соборній церкві налічувалось прихожан: чоловіків — 801, жінок — 827. До соборної церкви були приписані Введенська, а пізніше Миколаївська — тюремна.
Воєнні вихори XX століття не зачепили церкви. Вона залишилась неушкодженою і в часи войовничого радянського атеїзму. Щезли з лиця землі такі ковельські святині, як Введенська, Хрестовоздвиженська, Благовіщенська церкви. Собор воскресіння Христа став головним і єдиним місцем для віруючих Ковеля та навколишніх сіл. Роки незалежності повернули віру Божу в душі ковельчан. Нова хвиля розбудови церков пронеслась і над Ковелем.
Немало церков перейшло до автокефалії і Київського патріархату. Паралельно громаді Воскресенського собору створюється Воскресенська громада Київського патріархату. Віруючі, вірні своїй церкві, встановлюють цілодобову кругову оборону. В середину нікого не впускають. У 1997 році церкві випали нові випробування — в автокатастрофі, повертаючись з Москви, на мінському шосе загинув протоієрей Олександр Козка разом з двома священиками Ковельської парафії. Протоієрея так і поховали біля рідного йому собору з боку вулиці Незалежності.